# オヨギゴカイ
オヨギゴカイ（泳沙蚕、属名:Tomopteris）は、環形動物門多毛綱オヨギゴカイ属に属する種の総称、またはオヨギゴカイ属に属する動物の一種(Tomopteris pacificaまたはTomopteris helgolandica)である。本項ではオヨギゴカイ属とその一種Tomopteris pacificaおよびTomopteris helgolandicaについて解説する。

## 特徴
深海の上部漸深層に生息している。海底で生活するベントスではなく、浮遊しているプランクトンである。

## 種
世界各地から発見されている。ほかのどの環形動物と近縁かよくわかっていない。
- Tomopteris australiensis Augener, 1927 - 南東部を除くオーストラリア近海に棲息[2]
- Tomopteris cavalli Rosa, 1908
- Tomopteris elegans
- オヨギゴカイ[1] Tomopteris helgolandica - 40mm[1]
- Tomopteris mortenseni Augener, 1927
- Tomopteris nisseni
- オヨギゴカイ[3] Tomopteris pacifica
- Tomopteris planctonis
- Tomopteris renata
- オナシオヨギゴカイ[1] Tomopteris septentrionalis Steenstrup, 1849 - 20mm[1]

## Tomopteris pacifica
本種(Tomopteris pacifica)は日本近海に生息するオヨギゴカイ属の一種。

### 特徴
顎を持たず、何を食べるのかは不明だが、マリンスノー（プランクトンなどの死骸）を食べるとの説がある。
体長20cmで、節は約25個、肢は約22対あり、長い尾を持つ。他のゴカイは体節から伸びた剛毛で進むのに対し、オヨギゴカイは剛毛が体内に収まり外に伸びていないので、長く突き出た疣足でオールのように使って泳ぐ。疣足は細長く、先が2つに分かれていて、この疣足の中に丸く透き通った卵を収めている。
顔の先の方には左右水平に突き出した角飾りのようなものがあり、この付け根には口前葉が融合した体節がある。その後ろに眼があり、脇から昆虫の触角のような長い触手がのびている。

### 分布
日本では三陸沖や相模湾の水深534 - 693mに生息している。

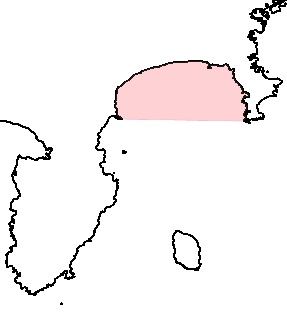
相模湾の範囲

## Tomopteris helgolandica
本種(Tomopteris helgolandica)はヨーロッパに生息するオヨギゴカイ属の一種。

### 特徴
全長20-40mm成体は暗褐色の縞があるが、標本の固定時に透明となる。側足に剛毛はない。  

### 分布
北極海、大西洋、北海、イギリス海峡、地中海の沿岸に分布。 深さは遠洋(Pelagic)浅海(Neritic)にかけて生息。